# Nuvem interestelar
Nuvem interestelar é o nome genérico dado a um acúmulo de gás, plasma e poeira na nossa ou em outras galáxias. Em outras palavras, uma nuvem interestelar é uma região mais densa que a média do meio interestelar. Possui densidades e temperaturas diferentes, com tamanhos típicos de vários parsecs até várias dezenas de parsecs.
Seu principal componente é o hidrogênio, que existe em vários estados, dependendo da densidade, da idade, da localização e da temperatura da nuvem.

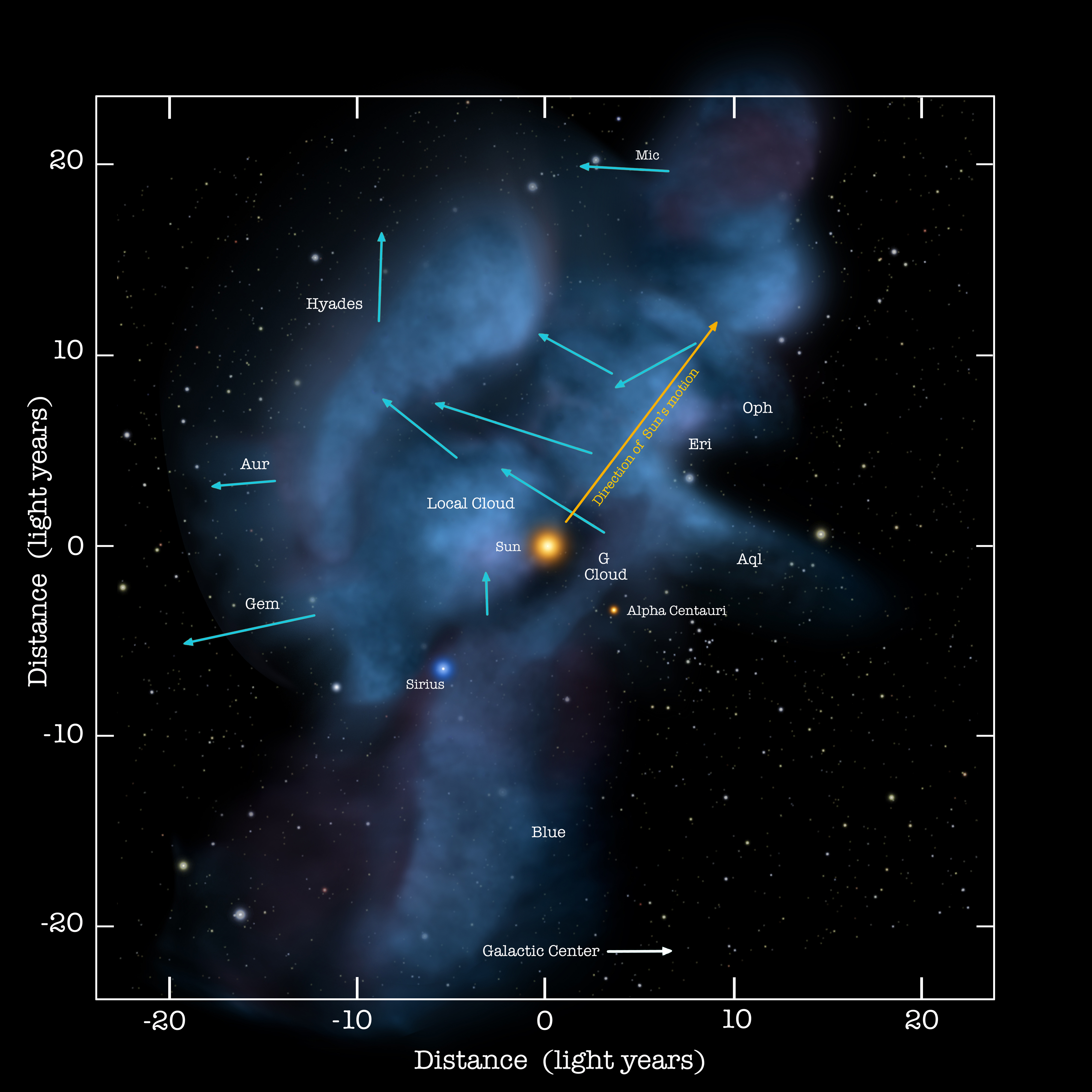
Nuvem interestelar local, onde localiza-se o Sol e suas estrelas mais próximas como Alpha Centauri, Sirius e outras.

## Composição
As nuvens interestelares são compostas de gás e poeira e também são conhecidas como nebulosas. Se a nuvem provoca um obscurecimento da luz proveniente de estrelas que estão atrás dela, passa a ser conhecida como nebulosa de poeira. Porém, se há um grupo de estrelas próximas que torne a nuvem brilhante, ela passa a se chamar nebulosa de emissão.
No caso do gás, o elemento principal é o hidrogênio, que pode se apresentar de várias formas dependendo de sua temperatura. Existem as chamadas regiões H II (pronuncia-se "agá dois"), na quais o hidrogênio está ionizado e emite radiação quando os prótons do núcleo do hidrogênio se recombinam com os elétrons. Essas regiões são constantemente reionizadas pela radiação de estrelas quentes próximas com temperaturas variando de 10 000 K a 30 000 K. A Nebulosa de Orion é um exemplo de região H II.
Quando a temperatura do hidrogênio é da ordem de 100 K, não há energia suficiente para ionizá-lo, formam-se então as chamadas nuvens de hidrogênio neutro ou ainda regiões H I (pronuncia-se "agá um").
Quando a temperatura é ainda mais baixa, da ordem de 10 K, o hidrogênio é capaz de formar moléculas (H2), essas são as chamadas nuvens moleculares, que possuem em sua periferia uma alta concentração de poeira, que impedem que as moléculas sejam ionizadas pela luz de outras estrelas.

## Observação
No caso das nuvens interestelares do tipo H II, sua observação é feita por telescópios e pela espectroscopia óptica, onde a largura das linhas do espectro da nuvem fornece a informação sobre sua temperatura.
No caso das do tipo H I, utilizam-se radiotelescópios sintonizados para na frequência de 1,4 GHz (comprimento de onda de 21 cm), que é a onda de rádio emitida pelo hidrogênio neutro.